# 森義信
森 義信（もり よしのぶ、1943年 - ）は、日本の歴史学者。大妻女子大学名誉教授。西洋法制史、社会史、メルヘン学が専門。
東京都生まれ。1962年東京都立新宿高等学校卒業。1966年に北海道大学文学部を卒業。その後、1971年に北海道大学大学院文学研究科博士課程単位取得満期退学。釧路工業高等専門学校助教授、文部省教科書調査官、大妻女子大学社会情報学部教授を歴任。

## 著書

### 単著
- 『西欧中世軍制史論 -封建制成立期の軍期と国制』原書房、1988
- 『メルヘンの深層 -歴史が解く童話の謎-』講談社、1995
- 『メルヘンの社会情報学』近代文芸社、2006

### 共著
- （久保正幡）『中世の自由と国家 西洋中世前期国制史の基礎的諸問題 下』創文社、1969

## 翻訳

### 共訳
- （平城照介・山田欣吾・三宅立）カール・ボーズル『ヨーロッパ社会の成立』東洋書林、2001